# Liste deutscher Wörter aus dem Russischen
Wörter, die die deutsche Sprache aus dem Russischen als Herkunftssprache oder über das Russische als Vermittlersprache entlehnt hat, nennt man Russizismen. Der historische Verlauf dieses Entlehnungsprozesses folgt dem Sprachwandelgesetz (Piotrowski-Gesetz) und ist in Best (2003) und Kotsyuba (2007) behandelt.
Im Folgenden einige Beispiele für Russizismen.
| Deutsch      | Russisch   | Anmerkungen |
| ------------ | ---------- | --- |
| Babuschka    | бабушка    | Oma. Hat einen gemeinsamen Wortstamm, ist jedoch keine Verkleinerungsform des Wortes баба (Baba), was wörtlich „Weib“ bedeutet. |
| Balalaika    | балалайка  | Zupfinstrument mit drei Saiten und einem dreieckigen Resonanzkörper. |
| Datsche      | дача       | Wochenendhaus. Heute versteht man darunter kleine bis große Villen von Oligarchen, die auf einem „Gartengrundstück“ erbaut sind. Früher bezeichnete man damit Gärten, in denen im Sommer Gemüse und Obst gezüchtet und gepflegt wurde. |
| Dawai        | давай      | Wörtlich übersetzt bedeutet dieser Ausruf Gib! (unvollendeter Aspekt von geben). Dieses Wort wird auch im Sinne von „Beeil dich!“, „Komm schon!“, „Mach schneller!“ benutzt. Einer Dissertation zufolge (Goman, Minsk) stammt das Wort aus dem Deutschen und wurde ins Russische übernommen. Danach sollen Kutscher, die nach Russland reisten, ihre Pferde mit „weiter, weiter“ („weit(d)a, weit(d)a“) angetrieben haben. Russen verstanden in Umkehrung der Silben „t(d)awai“. Diese Erklärung korrespondiert mit einer der heutigen Bedeutungen von „dawai“ wie „Los!“ |
| Kosmonaut    | космонавт  | Kosmonaut, als Gegenstück zum amerikanischen Astronauten (von griech. astron oder lat. aster für Stern), leitet sich ab von griechisch kosmos für Weltall und lateinisch nauta für Seefahrer. |
| Kopeke       | копейка    | Die Münzeinheit leitet sich von kop’jo (копьё für Speer) ab, denn die ersten Kopeken aus Nowgorod im Jahr 1478 trugen das Moskauer Wappen mit einer Abbildung des Heiligen Georg, der einen Drachen mit einem Speer tötet. |
| Kreml        | кремль     | häufig Moskauer Kreml als bekannteste dieser Festungen sowie oft metonymisch die russische bzw. sowjetische Staatsmacht, speziell den Präsidenten Russlands, dessen Amtssitz der Moskauer Kreml ist. |
| Mammut       | мамонт     | Dieses Wort ist eine russische Form des in der Sprache der Mansen verwendeten Ausdrucks Horn aus der Erde. |
| Matrjoschka  | Матрёшка   | Aus Holz gefertigte und bunt bemalte, ineinander schachtelbare, eiförmige russische Puppen mit Talisman-Charakter. |
| Pogrom       | погром     | Pogrom bedeutet Verwüstung, Krawall (погром, погромить für aufrühren; etymologisch verwandt mit гром für Donner). |
| Rubel        | рубль      | Rubel bedeutet abgehacktes (Stück) (vom Silberbarren). |
| Samisdat     | самиздат   | Das Wort entstand aus сам (selbst) und издательство (Verlag) und war in der DDR eine Bezeichnung für systemkritische und dadurch gezwungenermaßen selbst verlegte Literatur. |
| Samowar      | самовар    | Samowar bedeutet Selbstkocher. |
| Schamane     | шаман      | Schamane wurde auch im Russischen der mandschu-tungusische Sprache entlehnt und wird als Sammelbegriff für die spirituellen und heilerischen Spezialisten indigener Ethnien in aller Welt verwendet. |
| Scheltopusik | желтопузик | Scheltopusik ist eine Echsenart und bedeutet Gelbbauch. |
| Semetschki   | Семечки    | Semetschki bedeutet Sonnenblumenkerne. |
| Sputnik      | спутник    | Sputnik bedeutet Begleiter. |
| Steppe       | степь      | Eine baumlose Gras- und Krautlandschaft der gemäßigten Breiten beiderseits des Äquators. |
| Subbotnik    | субботник  | Subbotnik kommt vom russischen суббота, Samstag, das entlehnt wurde aus dem hebräischen Sabbat. |
| Taiga        | тайга      | Dieses Wort hat auch das Russische von Nordvölkern entlehnt. |
| Troika       | тройка     | Troika kommt von tri – drei – und bedeutet Dreiergespann. |
| Ukas         | указ       | Als Ukas werden im Deutschen manchmal Dekrete der Führungsperson einer Behörde bezeichnet. |
| Woilach      | войлок     | Eine Pferdedecke, Filzdecke, im Russischen selbst aus dem Tatarischen „oilik“ („Filzdecke unter dem Sattel“) entlehnt. |
| Zobel        | соболь     | Eine Raubtierart aus der Gattung der Echten Marder. |